# Netherlands American Cemetery and Memorial

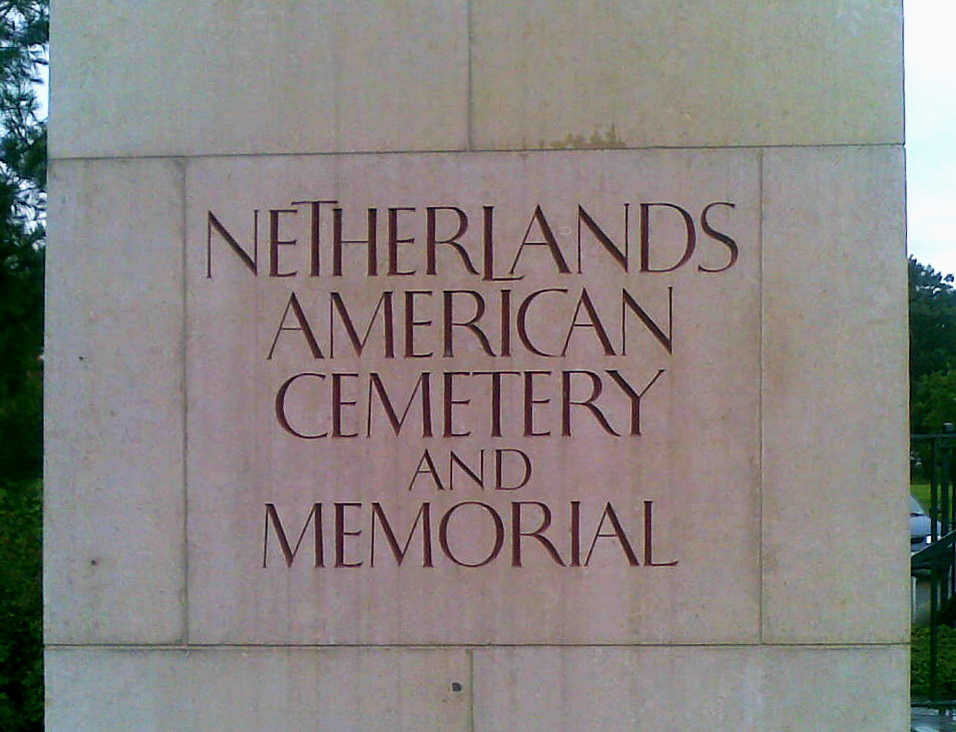
Einfahrt zum Soldatenfriedhof

Netherlands American Cemetery and Memorial (deutsch Niederländischer amerikanischer Soldatenfriedhof und Denkmal) ist der einzige amerikanische Soldatenfriedhof im Königreich der Niederlande. Er liegt bei Margraten, ca. 10 km östlich von Maastricht an der N278, umfasst 26 Hektar und wird durch die American Battle Monuments Commission betreut.

## Entstehungsgeschichte

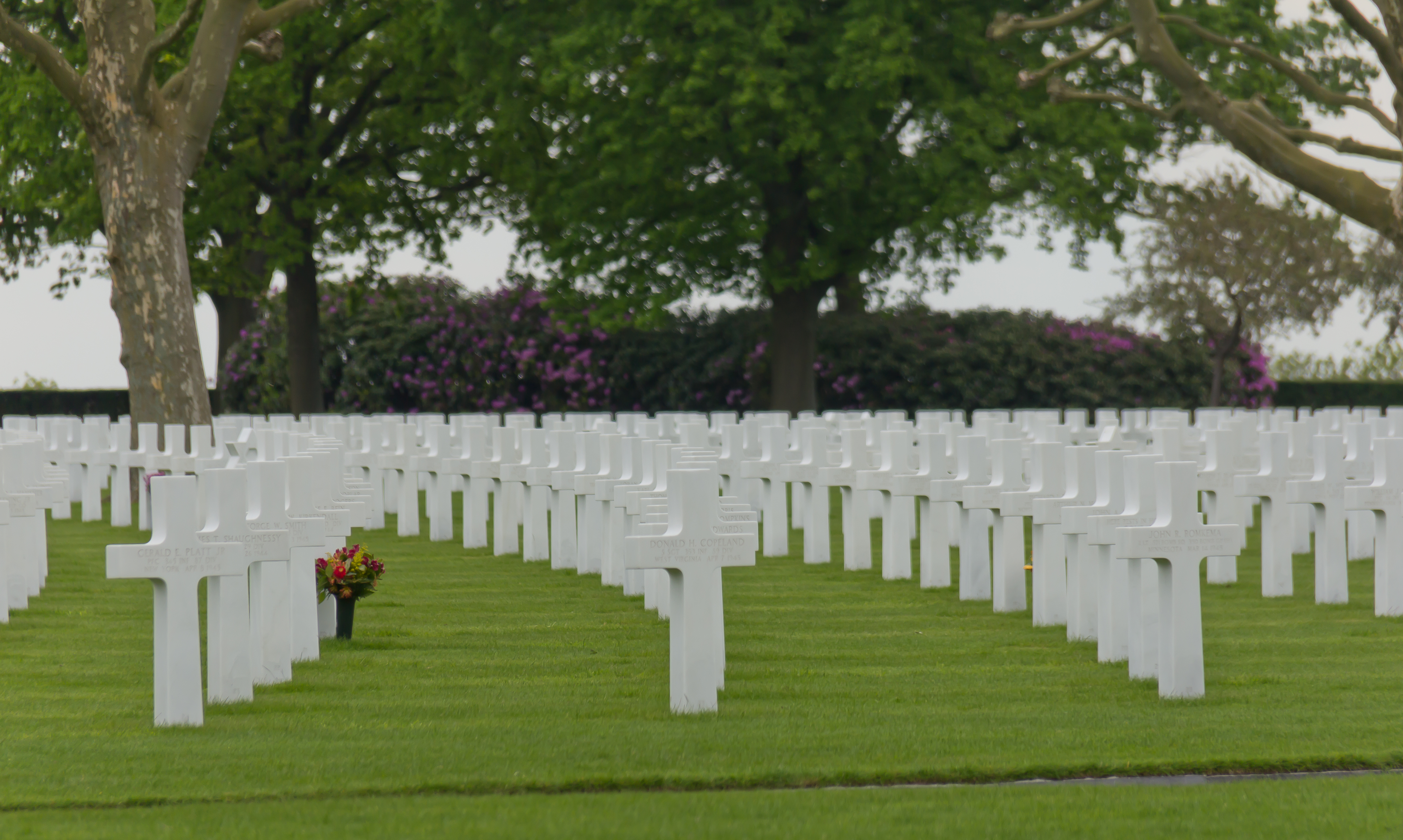
Gräberreihen im Halbbogen

Das Gebiet um Margraten bei Maastricht wurde am 13. September 1944 von Einheiten der 30th (US) Infantry Division erobert und befreit. Diese Einheiten gehörten zu den Truppen, die von hier aus in nordöstlicher Richtung nach Deutschland vorrückten. Am 10. November 1944 wurde durch die 9th (US) Army eben an dieser Stelle bei Margraten der erste und einzige amerikanische Soldatenfriedhof angelegt. Der Friedhof und das Ehrenmal wurden durch die Architekten Shepley, Bulfinch, Richardson und Abbott aus Boston in Massachusetts entworfen, die Arbeiten wurden 1960 beendet und am 7. Juli 1960 wurde diese Kriegsgräberstätte eingeweiht. Die Landschaft wurde von den Landschaftsarchitekten Clarke, Rapuano und Halleran aus New York City entworfen und gestaltet. Zurzeit liegen die sterblichen Überreste von etwa 8.800 Gefallenen auf der 26 Hektar großen Anlage. 2005 hat der damalige Präsident der Vereinigten Staaten, George W. Bush, den Ehrenfriedhof besucht.

## Allgemeine Beschreibung
Vom Eingangstor bis zum Ehrenhof bildet sich eine ovale und grasbedeckte
Grünanlage. Von hier aus gelangt man zu den Stufen des Ehrenhofes, der viereckige Turm fällt sofort in die Optik und die Sichtachse bis zum im hinteren Teil liegenden Fahnenmast eröffnet einen weiten Blick über die Grabreihen.

## Der Ehrenhof

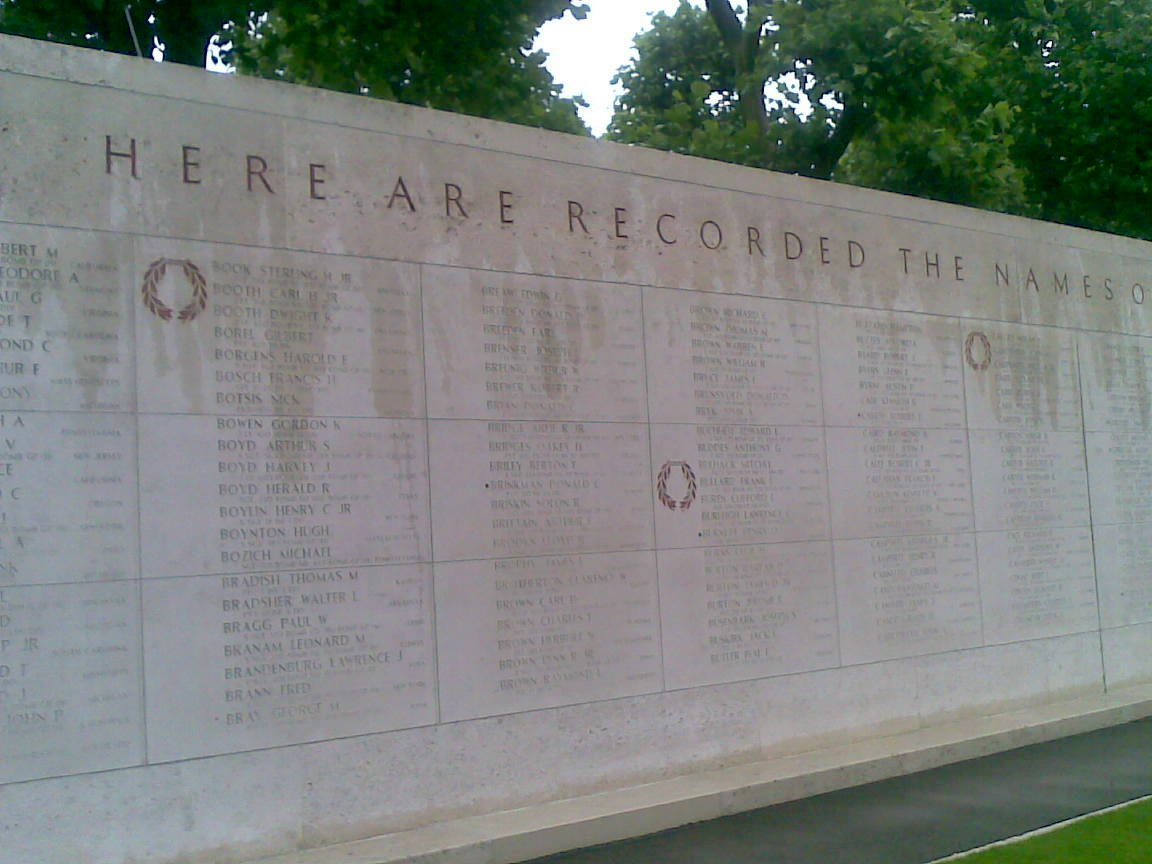
Der Ehrenhof

Der Ehrenhof erstreckt sich vom Ehrenmal, ein Stufengang führt dann direkt zum Vierkantturm, dem ein lang gestrecktes Wasserbecken vorgebaut ist. An der Nord- und Südwand des Ehrenhofes sind die Namen, die Dienstgrade, die Truppenteile und die Bundesstaaten von 1722 vermissten Soldaten des Heeres und der Luftwaffe eingraviert. Die amerikanische Inschrift lautet.

“HERE ARE RECORDED THE NAMES OF AMERICANS WHO GAVE THEIR LIVES IN THE SERVICE OF THEIR COUNTY AND WHO SLEEP IN UNKNOWN GRAVES”

„HIER SIND DIE NAMEN DER AMERIKANER AUFGELISTET, DIE IM DIENSTE IHRES LANDES IHR LEBEN HINGABEN UND IN UNBEKANNTEN GRÄBERN RUHEN“

## Das Ehrenmal

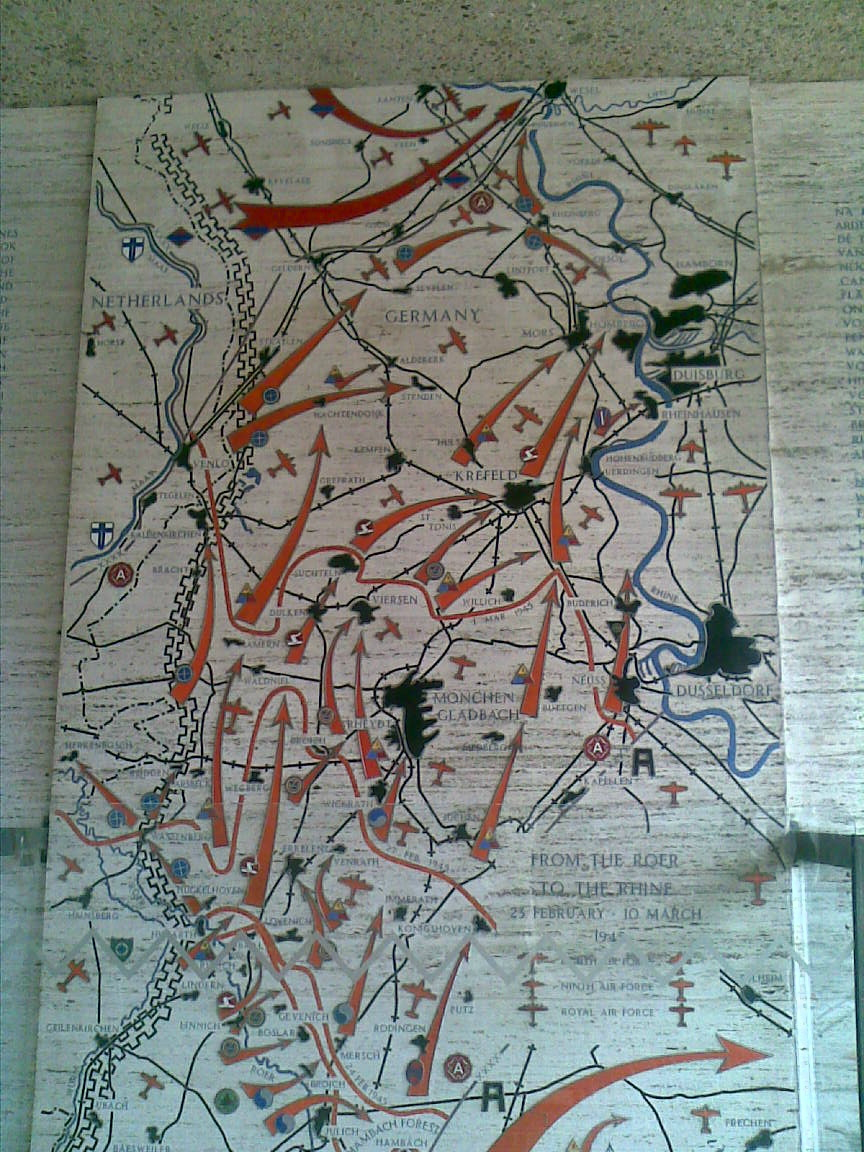
Lagekarte der militärische Operationen

Unmittelbar am Eingang zur Anlage liegt auf der südlichen Seite das Ehrenmal für die amerikanischen Soldaten. In der Mitte der überdachten Halle wird auf Wänden aus römischem Travertin der Verlauf der militärischen Operation vom Beginn in der Normandie bis zum Ende des Zweiten Weltkriegs, sowie die strategischen Luftangriffe seit 1942, dargestellt. Die taktischen Truppenbewegungen sind aus Mosaiken, Bronze- und Emailarbeiten dargestellt. In der Halle vor dem großen Relief stehend, sind auf der linken Seite die Luftlandeoperationen, die zur Zerstörung der Siegfried-Linie und zum Vormarsch auf den Niederrhein führten, dargestellt. Die auf der rechten Seite dargestellten militärischen Operationen stellen den Vormarsch der amerikanischen Truppen zur Überwindung der Rur und des Rheins dar.

## Der Turm mit Kapelle

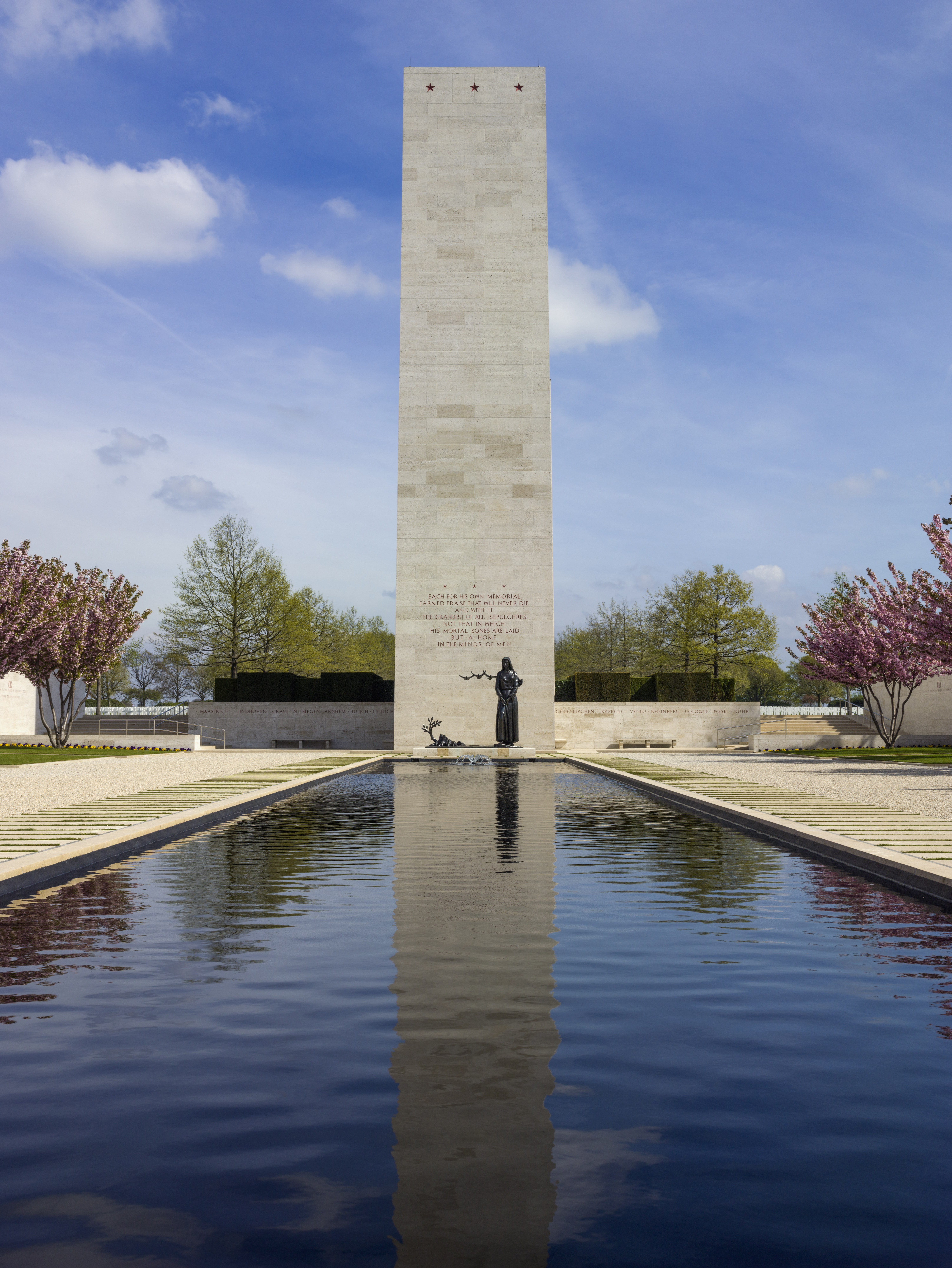
Viereckturm und Kapelle

Vor dem Turm wurde eine Bronzestatue von Joseph Kiselewski (New York City) errichtet, es wird eine trauernde Person dargestellt, die von Tauben (Friedensboten) umflogen wird. Ihr zu Fuße wächst aus einem abgebrannten Baumstumpf ein neuer Trieb, dieser symbolisiert den Neubeginn. Im Sockel ist folgender Text eingraviert:

“NEW LIFE FROM WAR’S DESTRUCTION PROCLAIMS MAN’S IMMORTALITY AND HOPE FOR PEACE”

„NEUES LEBEN NACH DEN KRIEGSZERSTÖRUNGEN ERKLÄRT DIE UNSTERBLICHKEIT DER MENSCHHEIT UND DIE HOFFNUNG AUF FRIEDE“

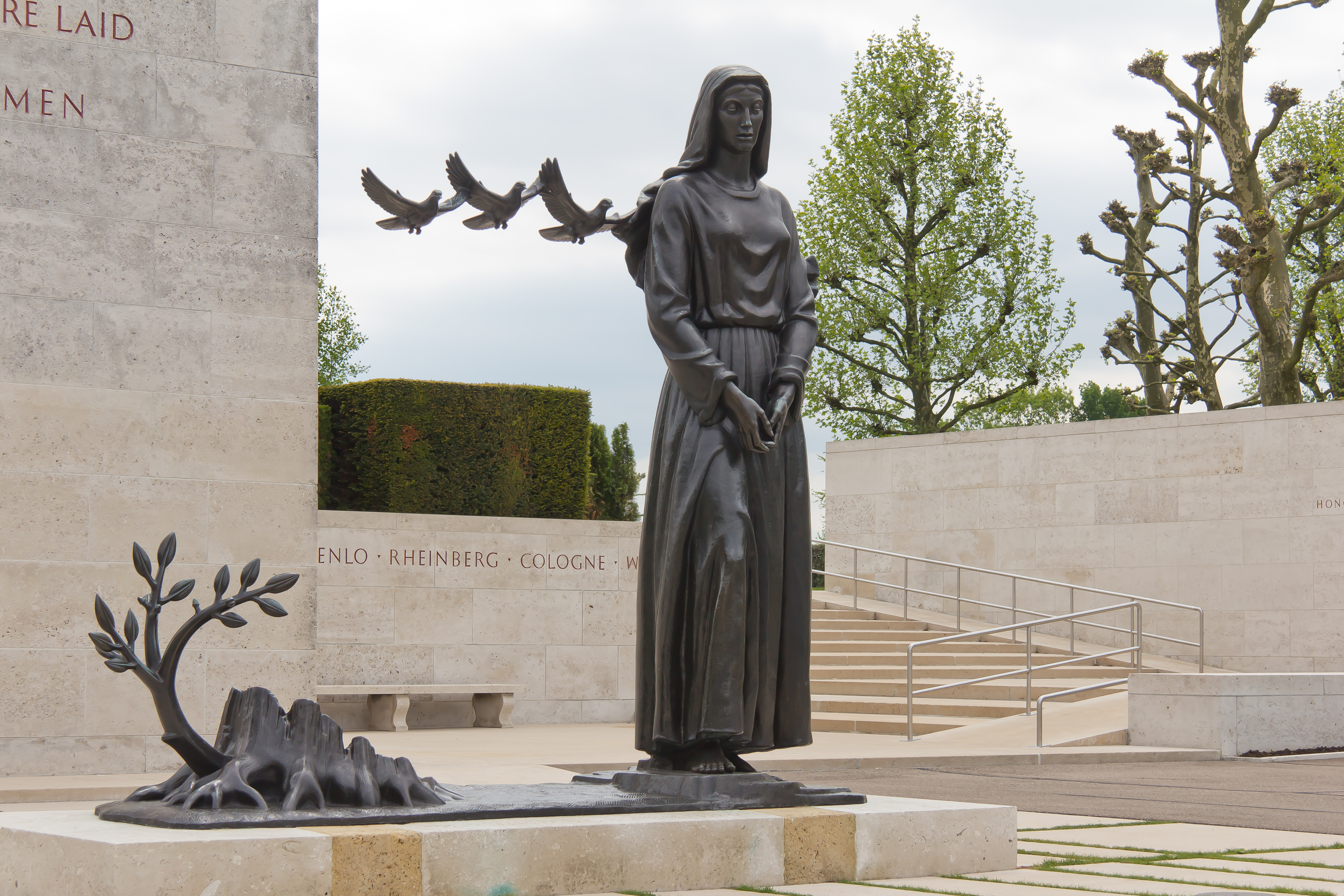
Bronzestatue mit Friedenstauben und neuem Baumaustrieb

Der viereckige Turm hat eine Höhe von 33 Meter und ist aus englischen Portlandsteinen erbaut. An den Außenwänden sind die größten Schlachtfelder aufgeführt, auf denen amerikanische Soldaten gefallen sind. Dieses sind: Maastricht, Eindhoven, Grave, Nijmegen, Arnhem, Jülich, Linnich, Geilenkirchen, Krefeld, Venlo, Rheinberg, Köln, Wesel und Ruhrgebiet. Der Eingang zur Kapelle führt, von der Seite des Gräberfeldes, durch Bronzetüren, sie stellen den Umriss eines Lebensbaumes dar und tragen die Inschrift:

“IN MEMORY OF THE VALOR AND THE SACRIFICES WHICH HALLOW THIS SOIL”

„IM GEDENKEN AN DIE TAPFERKEIT UND DEN OPFERN, DIE DIESE ERDE WEIHEN“

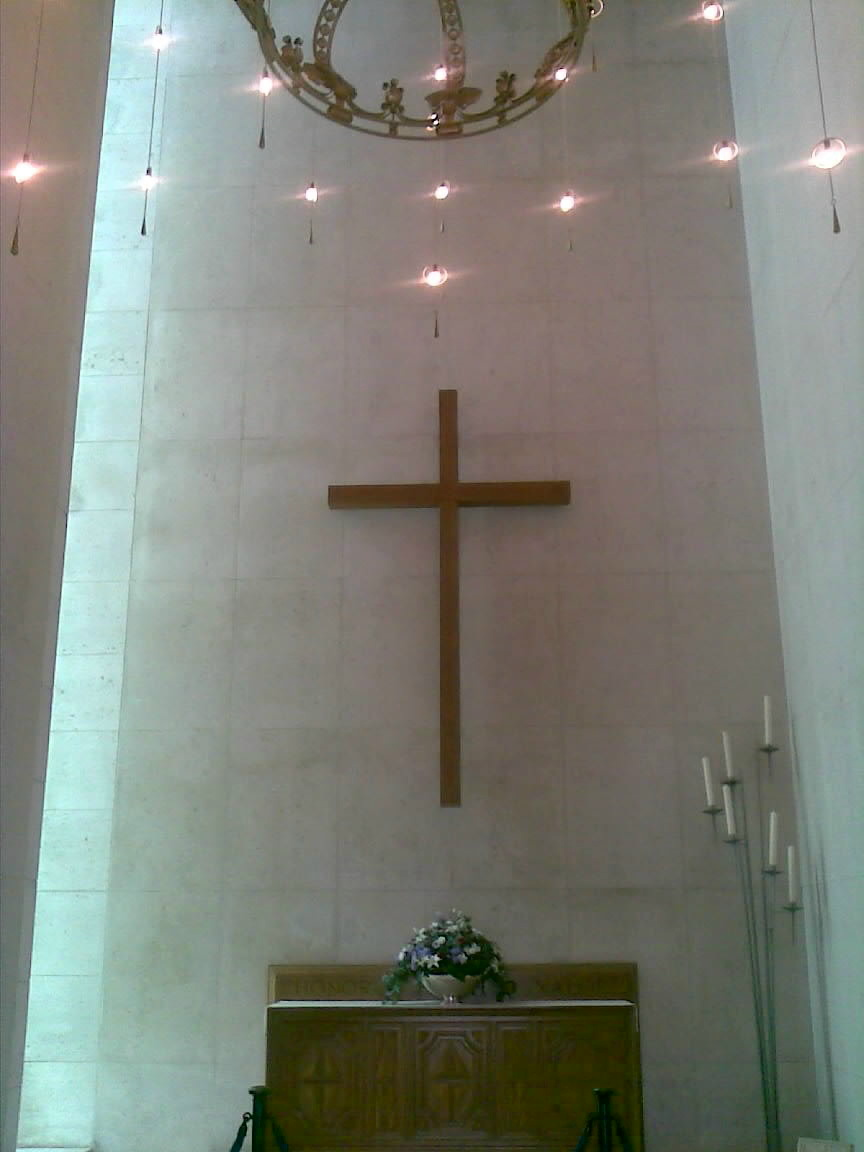
Innenraum der Kapelle

 Im Inneren der Kapelle hängt ein vom niederländischen Volk gestifteter Kronleuchter, der die niederländische Krone darstellt. Die vom Dach herabhängenden kleinen Leuchten sollen das Firmament in Erinnerung rufen. An der Kopfseite steht ein aus Eichenholz geschnitzter Altar, die Gedenkschrift am Altar lautet:

“HONOR – FAITH – TAPFERKEIT”

„EHRE – GLAUBE – TAPFERKEIT“

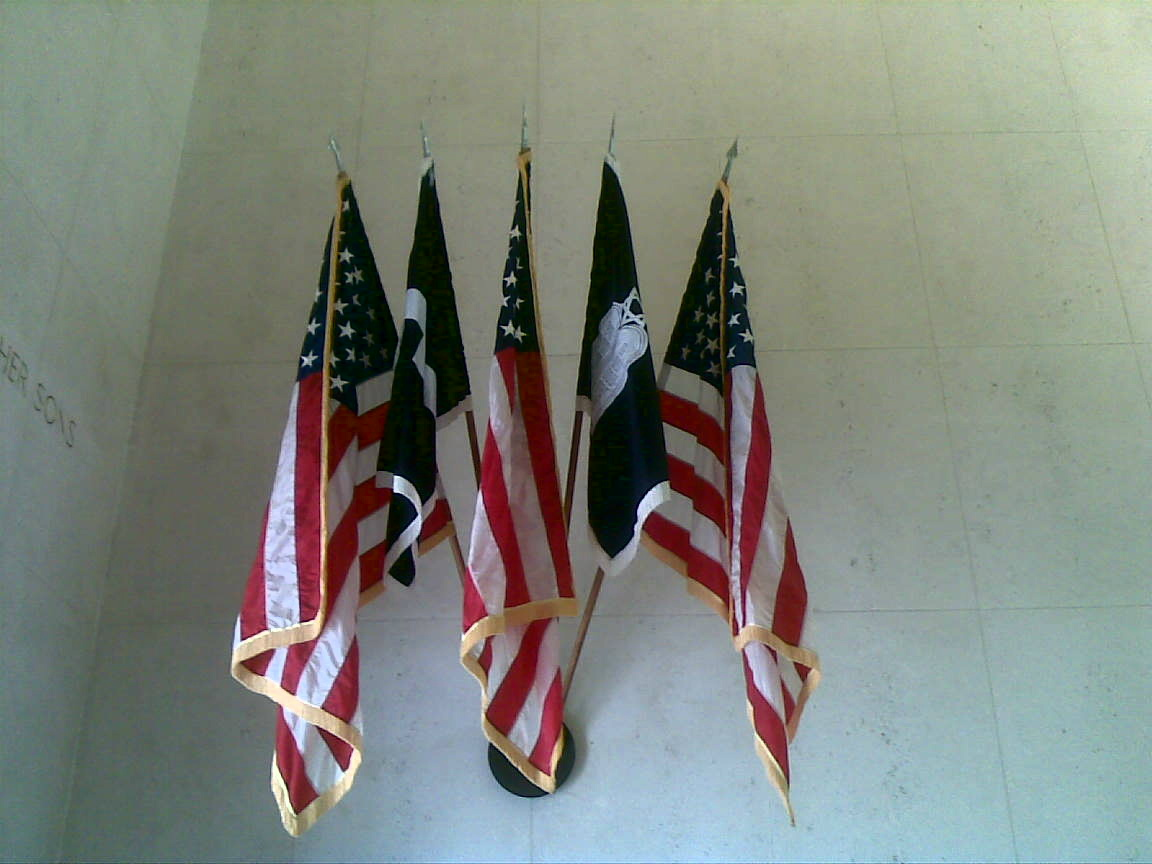
Nationalflagge Amerikas und Kirchenfahnen

An der linken Wand hängen drei US-Nationalfahnen und eine christliche und eine jüdische Kirchenfahne.

## Die Grabstätten

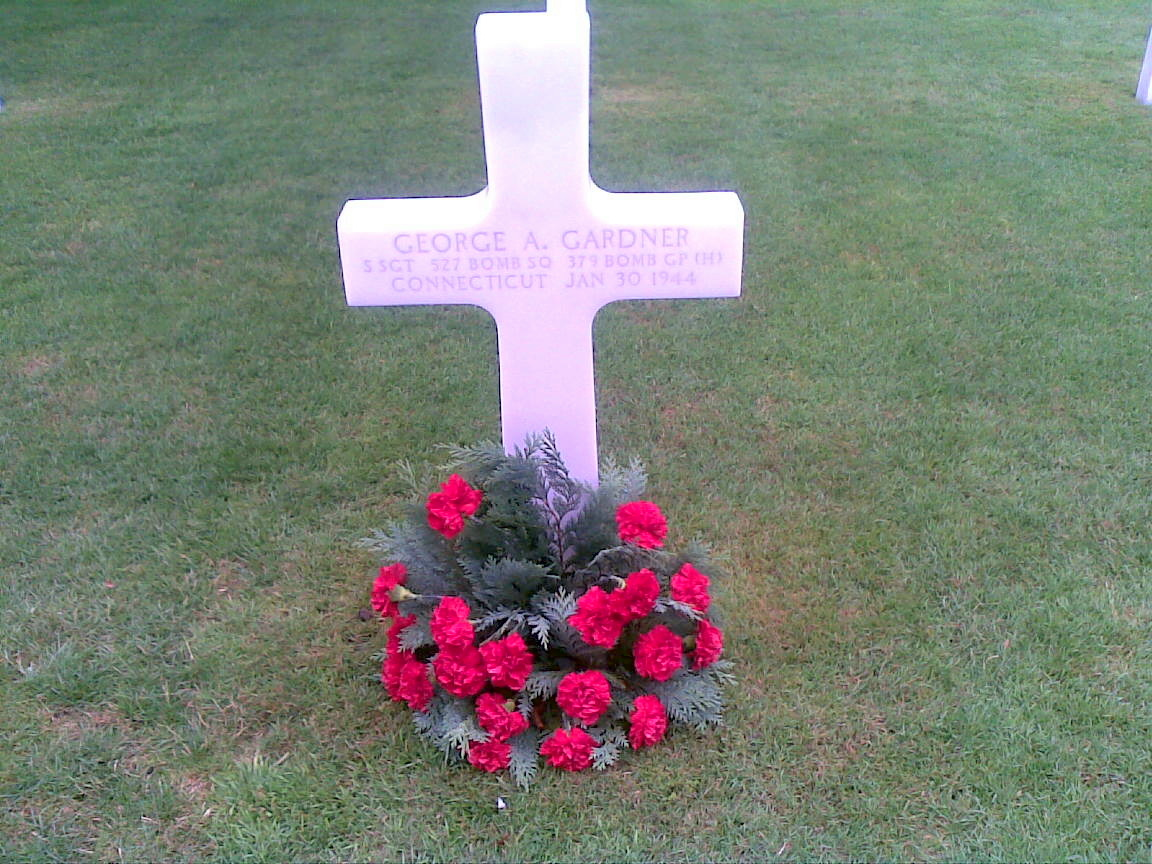
Grabstätte mit Kreuz

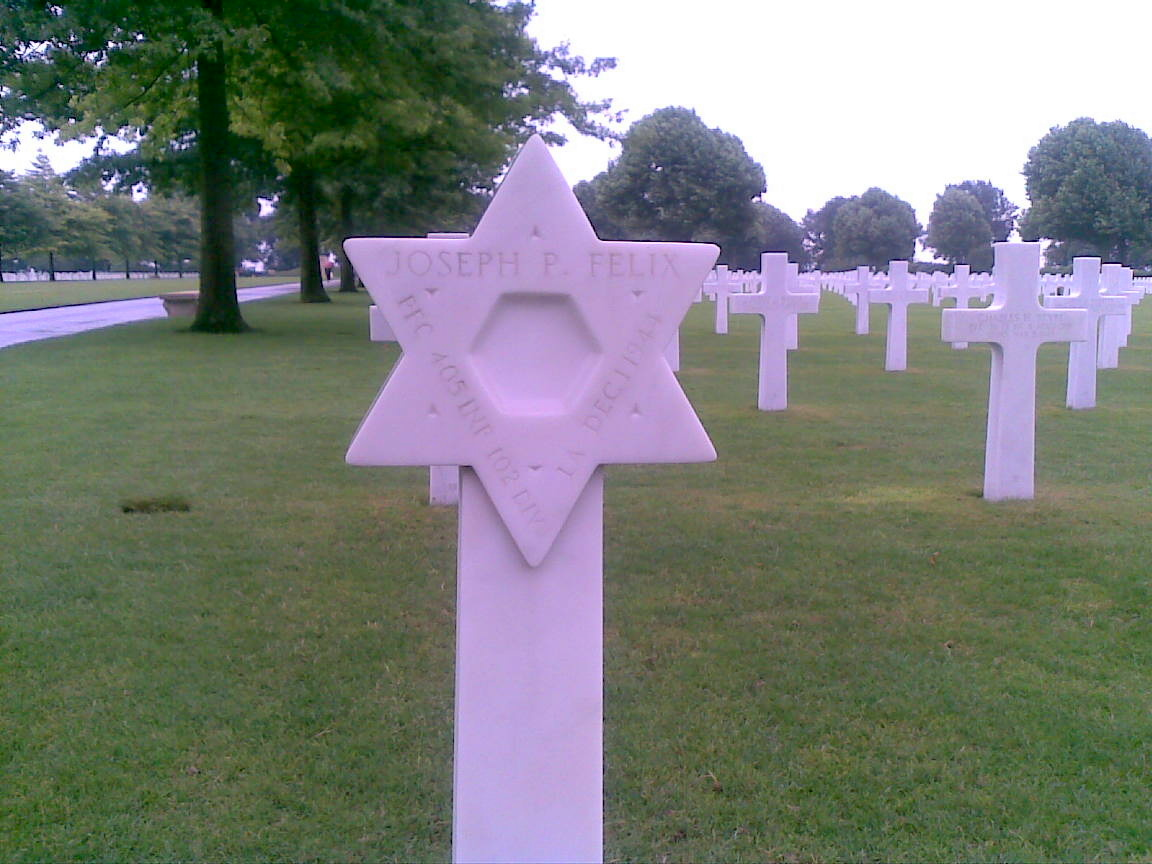
Grabstätte mit Davidstern

Die 8301 Grabsteine sind in parallelen Halbbögen angeordnet, der Davidstern weist auf die Gefallenen jüdischer Religion hin, während die übrigen Grabstätten mit christlichen Kreuzen versehen wurden. Die Kreuze sind aus Marmor und tragen den eingravierten Namen, den Dienstgrad, die Truppenzugehörigkeit, den Bundesstaat und letztlich das Todesdatum.

## Gärtnerische Gestaltung
Der Mittelweg, der gleichzeitig die Sichtachse bildet, wird von amerikanischen Eichen umsäumt, die Rhododendronbeete bieten jedes Jahr zum „Memorial Day“ einen Blütenreichtum. Weitere Pflanzen sind Dornenhecken und bewaldete Teile mit Eichen und Weißdorn, das Ehrenmal ist an den Seiten mit Polyantharosen umgeben und als weitere Bepflanzung dienen Bodengewächse sowie große Rasenflächen und zum Abschluss eine Hecke aus Stechpalmen.